# Louis Claude Cadet de Gassicourt
Louis Claude Cadet de Gassicourt, nascut a París el 24 de juliol de 1731 i traspassat també a París el 17 d'octubre de 1799, va ser un químic i farmacèutic francès. Se li deuen els primers compostos organometàl·lics.

## Biografia
Cadet de Gassicourt era fill del cirurgià Claude Cadet (1695-1745). Va ser farmacèutic en cap dels exèrcits d'Alemanya i de Portugal. També va exercir d'apotecari a París on va ser el cap dels apotecaris de l'Hôtel des Invalides i comissari de química del rei a la manufactura de porcellana de Sèvres. Va ser elegit membre de l'Académie des sciences el 1766.
Va tenir la farmàcia més important de França i va ser un mecenes d'artistes. Entre els seus amics destaquen els redactor de l'Encyclopédie: d'Alembert, Nicolas de Condorcet i Jean Sylvain Bailly.

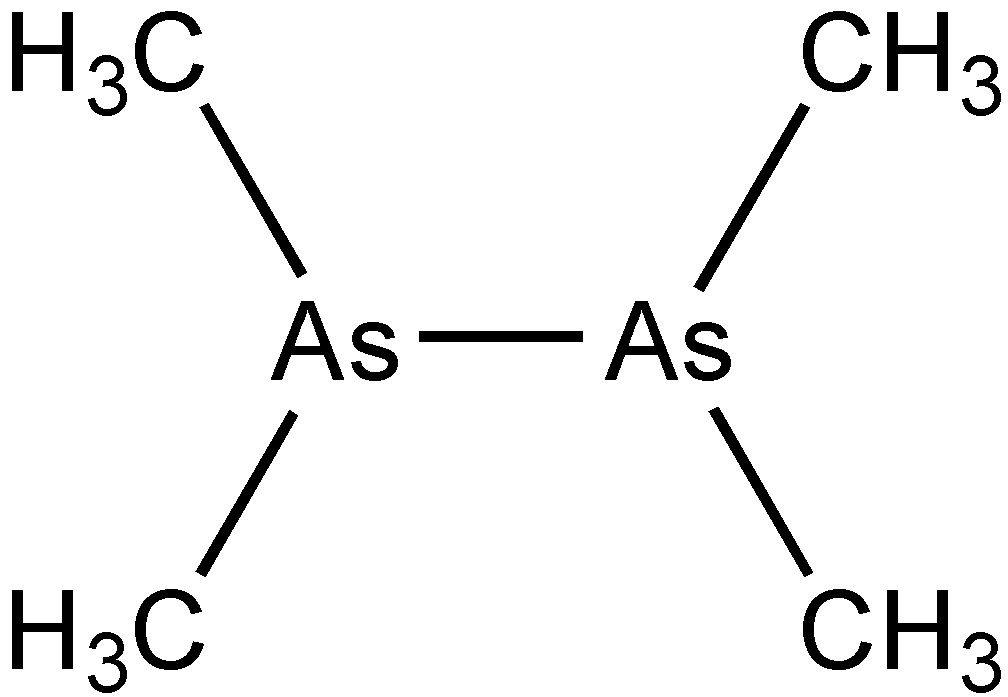
Tetrametildiarsà o cacodil

## Obra
Durant la Revolució francesa s'encarregà, amb Antoine Laurent Lavoisier i Jean d'Arcet, d'extreure el coure de les campanes. Realitzà treballs de recerca en els camps de la farmàcia, la física i la química, destacant la «preparació de Vétiver». Va obtenir un líquid vermellós per reacció d'acetat de potassi amb triòxid de diarseni. Aquest líquid fou anomenat «licor fumant de Cadet» i conté els composts cacodil i òxid de cacodil, els primers compostos organometàl·lics que es varen sintetitzar.